# Куатро-Сьенегас-де-Карранса
Куа́тро-Сье́негас-де-Карра́нса (исп. Cuatro Ciénegas de Carranza) — город и административный центр муниципалитета Куатро-Сьенегас в мексиканском штате Коауила. Численность населения, по данным переписи 2020 года, составила 10 395 человек.

## История
Первоначально город был основан в колониальный период, но в 1761 года был полностью разрушен индейцами.
24 мая 1800 года по указу губернатора была основана деревня, а 26 декабря 1975 года Куатро-Сьенегас-де-Карранса получил статус города.